# Fulmen
El Fulmen fou un automòbil dissenyat per l'enginyer Ernesto Rodríguez Iranzo i fabricat a Barcelona el 1921. No se'n coneixen gaire més dades.